# Boris Kaufman
Boris Abramovič Kaufman (Białystok, 24 agosto 1897 – New York, 24 giugno 1980) è stato un direttore della fotografia russo naturalizzato statunitense.

## Biografia
Fratello minore del regista Dziga Vertov (David Kaufman), lasciò la Russia nel 1917, viaggiando attraverso Germania e Belgio per poi arrivare a Parigi nel 1927. Durante questi anni i suoi fratelli gli diedero lezioni di cinema per corrispondenza. Conobbe Léon Moussinac e Jean Lods.
Dopo un cortometraggio  nel 1927 (Les Halles centrales, cf. Remarque), Boris Kaufman debuttò concretamente nel 1928 con la compagine cinematografica di Jean Lods, documentarista con cui lavorerà a più riprese (Le Mile, La Vie d'un fleuve). Nello stesso anno partecipò a La Marche des Machines d'Eugène Deslaw.
Incontrò Jean Vigo e divennero amici. Boris Kaufman fu il direttore della fotografia di tutti i quattro  film del regista francese: À propos de Nice, Taris, roi de l'eau, Zero in condotta e L'Atalante.
Inoltre collaborò con Christian-Jaque, Marc Allégret, Henri Chomette (fratello di René Clair), Abel Gance, Dimitri Kirsanoff, Léo Joannon, René Le Hénaff e altri.
Nel 1939 combatté nell'esercito francese. Dopo la sconfitta francese del 1940 si trasferì negli Stati Uniti ma non trovò lavoro a Hollywood. Lavorò ancora nel mondo del documentario nell'Office National Film Board del Canada (fondato da John Grierson nel 1939), con l'Ufficio di informazione di guerra (Toscanini, L'Hymne des nations, 1944), poi con il Servizio di informazioni degli Stati Uniti (Un Voyage au pays de la médecine, 1946).
Durante gli anni cinquanta collaborò in film di Elia Kazan e Sidney Lumet, negli anni sessanta con Jules Dassin e Otto Preminger; nel 1965 fu il direttore della fotografia nell'unico cortometraggio di Samuel Beckett: Film.
Si ritirò a vita privata nel 1970 e più tardi andò a vivere a New York, dove in seguito sarebbe morto.

## Filmografia
- Les Halles centrales, regia di Boris Kaufman (1927) – Cortometraggio
- La marche des machines, regia di Eugene Deslaw (1927) – Cortometraggio
- A proposito di Nizza (À propos de Nice), regia di Jean Vigo e Boris Kaufman (1930) – Cortometraggio documentario
- L'équipe, regia di Jean Lods (1930) – Cortometraggio
- Taris o del nuoto (Taris, roi de l'eau), regia di Jean Vigo (1931) – Cortometraggio documentario
- Le mile de Jules Ladoumègue, regia di Jean Lods (1932)
- Zero in condotta (Zéro de conduite), regia di Jean Vigo (1933) – Cortometraggio
- Le client du numéro 16, regia di Jean Mamy (1933)
- Le chemin du bonheur, regia di Jean Mamy (1933)
- L'Atalante, regia di Jean Vigo (1934)
- Zouzou, regia di Marc Allégret (1934)
- Le père Lampion, regia di Christian-Jaque (1934)
- Lui... ou... elle, regia di Roger Capellani (1934)
- Torture, regia di Roger Capellani (1935) – Cortometraggio
- Vilaine histoire, regia di Christian-Jaque (1935) – Cortometraggio
- Perfidie, regia di Roger Capellani (1935) – Cortometraggio
- Les berceaux, regia di Dimitri Kirsanoff (1935) – Cortometraggio
- On ne roule pas Antoinette, regia di Paul Madeux (1936)
- Oeil de lynx, détective, regia di Pierre-Jean Ducis (1936)
- Klokslag twaalf, regia di Léo Joannon (1936)
- Quand minuit sonnera, regia di Léo Joannon (1936)
- Senza cuore (L'homme sans coeur), regia di Léo Joannon (1937)
- De man zonder hart, regia di Léo Joannon (1937)
- Cinderella, regia di Pierre Caron (1937)
- Êtes-vous jalouse?, regia di Henri Chomette (1938)
- Les gaietés de l'exposition, regia di Erno Hajos (1938)
- Gli esiliati della Pampas (Fort Dolorès), regia di René Le Hénaff (1939)
- Le veau gras, regia di Serge de Poligny (1939)
- Prigione d'amore (Sérénade), regia di Jean Boyer (1940)
- La fontaine d'Aréthuse, regia di Dimitri Kirsanoff (1940) – Cortometraggio
- Hymn of the Nations, regia di Alexander Hammid (1944) – Cortometraggio documentario, non accreditato
- A Better Tomorrow, regia di Alexander Hammid (1945) – Cortometraggio
- Journey Into Medicine, regia di Willard Van Dyke (1947) – Cortometraggio documentario
- The Lambertville Story, regia di Justin Herman (1949) – Cortometraggio
- Southward Ho Ho!, regia di Justin Herman (1949) – Cortometraggio
- Roller Derby Girl, regia di Justin Herman (1949) – Cortometraggio documentario
- The Football Fan, regia di Justin Herman (1949) – Cortometraggio
- Caribbean Capers, regia di Justin Herman (1949) – Cortometraggio
- Neighbors in the Night, regia di Justin Herman (1949) – Cortometraggio
- The Rhumba Seat, regia di Justin Herman (1950) – Cortometraggio
- Country Cop, regia di Justin Herman (1950) – Cortometraggio
- Preface to a Life, regia di William S. Resnick (1950) – Cortometraggio
- Musiquiz, regia di Dave O'Brien (1952) – Cortometraggio
- Leonardo da Vinci, regia di Luciano Emmer e Enrico Gras (1952) – Documentario
- Fronte del porto (On the Waterfront), regia di Elia Kazan (1954)
- Garden of Eden, regia di Max Nosseck (1954)
- Singing in the Dark, regia di Max Nosseck (1956)
- I giganti uccidono (Patterns), regia di Fielder Cook (1956)
- Crowded Paradise, regia di Fred Pressburger e Ben Gradus (1956)
- Baby Doll - La bambola viva (Baby Doll), regia di Elia Kazan (1956)
- La parola ai giurati (12 Angry Men), regia di Sidney Lumet (1957)
- Quel tipo di donna (That Kind of Woman), regia di Sidney Lumet (1959)
- Pelle di serpente (The Fugitive Kind), regia di Sidney Lumet (1960)
- Splendore nell'erba (Splendor in the Grass), regia di Elia Kazan (1961)
- Challenge of Change, regia di Robert Wilmont (1961) – Cortometraggio documentario
- Il lungo viaggio verso la notte (Long Day's Journey into Night), regia di Sidney Lumet (1962)
- Gone Are the Days!, regia di Nicholas Webster (1963)
- Al di là della vita (All the Way Home), regia di Alex Segal (1963)
- La vita privata di Henry Orient (The World of Henry Orient), regia di George Roy Hill (1964)
- L'uomo del banco dei pegni (The Pawnbroker), regia di Sidney Lumet (1964)
- Film, regia di Alan Schneider (1965) – Cortometraggio
- Il gruppo (The Group), regia di Sidney Lumet (1966)
- Addio Braverman (Bye Bye Braverman), regia di Sidney Lumet (1968)
- La fratellanza (The Brotherhood), regia di Martin Ritt (1968)
- Tradimento (Uptight), regia di Jules Dassin (1968)
- Dimmi che mi ami, Junie Moon (Tell Me That You Love Me, Junie Moon), regia di Otto Preminger (1970)
- Jeune fille au jardin, regia di Dimitri Kirsanoff (2000) – Cortometraggio

## Riconoscimenti
- Premio Oscar

1955 - Migliore fotografia (bianco e nero) per Fronte del porto
1957 - Candidatura per la migliore fotografia (bianco e nero) per Baby Doll - La bambola viva
- Golden Globe

1955 - Migliore fotografia (bianco e nero) per Fronte del porto